# Nogueira (Ponte da Barca)
Nogueira ist eine Gemeinde (Freguesia) im nordportugiesischen Kreis Ponte da Barca. In ihr leben 374 Einwohner (Stand 19. April 2021).